# Курин, Алексей Васильевич
Алексе́й Васи́льевич Ку́рин (25 апреля 1922, Симбирский уезд, Симбирская губерния — 24 июня 1995, Москва) — Герой Советского Союза (1945), капитан (1944), в годы Великой Отечественной войны — артиллерист.

## Биография
Родился 25 апреля 1922 года в селе Кремёнки Симбирского уезда. Окончил 8 классов школы. Работал токарем на заводе в Ульяновске.
В армии с мая 1941 года. В 1942 году окончил курсы младших лейтенантов и курсы командиров батарей.
Участник Великой Отечественной войны: в ноябре 1941 — июне 1943 — командир огневого взвода отдельного миномётного дивизиона 35-й отдельной стрелковой бригады, в июне-ноябре 1943 — командир батареи 537-го миномётного полка, в ноябре 1943 — январе 1944 — командир взвода 559-го артиллерийского полка, в январе 1944 — мае 1945 — командир батареи 368-го лёгкого (с октября 1944 — 368-го пушечного) артиллерийского полка.
Воевал на Западном, 3-м Белорусском и 1-м Украинском фронтах. Участвовал в Московской и Ржевской битвах, Смоленской, Витебско-Оршанской, Вильнюсской, Каунасской, Сандомирско-Силезской, Нижнесилезской, Берлинской и Пражской операциях. За время войны был четырежды ранен.
Особо отличился в ходе Белорусской операции. 23 июня 1944 года в бою южнее города Витебск (Белоруссия) умело организовал огонь батареи, которая уничтожила несколько огневых точек противника. В ночь на 24 июня 1944 года вместе с батареей углубился на 8 км в расположение противника у деревни Макарово (Витебский район Витебской области), откуда управлял огнём орудий. Был ранен, но не покинул поля боя. 2 июля 1944 года в числе первых ворвался в город Вильнюс (Литва). В уличных боях был тяжело ранен, но продолжал управлять огнём батареи, пока не потерял сознание.
За мужество и героизм, проявленные в боях, Указом Президиума Верховного Совета СССР от 24 марта 1945 года капитану Курину Алексею Васильевичу присвоено звание Героя Советского Союза с вручением ордена Ленина и медали «Золотая Звезда».
С 1946 года капитан А. В. Курин — в запасе. До 1981 года работал в торговле.
Жил в Москве. Умер 24 июня 1995 года. Похоронен на Пятницком кладбище в Москве.

## Награды
- Герой Советского Союза (24.03.1945);
- орден Ленина (24.03.1945);
- орден Красного Знамени (8.03.1945);
- два ордена Отечественной войны 1-й степени (24.07.1944; 11.03.1985);
- орден Отечественной войны 2-й степени (27.02.1944);
- орден Красной Звезды (16.01.1943);
- медали.

## Комментарии
1. ↑  Село Кременки[1], относившееся к Симбирскому уезду, в последующем входившее в состав Ульяновского района, не сохранилось, его территория вошла в состав Новоульяновска.